# John King (beisbolista)
John Edward King (Laredo, Texas, 14 de septiembre de 1994), más conocido como John King, es un jugador profesional estadounidense de béisbol que se desempeña en la posición de lanzador en St. Louis Cardinals, equipo de las Grandes Ligas de Béisbol (MLB).

## Carrera
King hizo su debut en la MLB con el equipo Texas Rangers, en el cual jugó cuatro temporadas (2020-2023), después pasó a St. Louis Cardinals, donde lleva jugando dos temporadas.